# Шипенка (Смоленская область)
Шипенка — опустевшая деревня в Хиславичском районе Смоленской области России.
Находилась в 3 верстах западнее современной деревни Комаровка на правом берегу речки Трахотинка.

## История
В 1978 году деревня ещё существовала и числилась в составе Комаровского сельсовета Хиславичского района.
В 1993 году деревня считалась, как прекратившая существование деревня Комаровского сельсовета Хиславичского района.